# Lampranthus esterhuyseniae
Lampranthus esterhuyseniae är en isörtsväxtart som beskrevs av L. Bol. Lampranthus esterhuyseniae ingår i släktet Lampranthus och familjen isörtsväxter. Inga underarter finns listade i Catalogue of Life.